# Едвін Віде
Едвін Віде  (швед. Edvin Wide, 22 лютого 1896, Кеміо, Велике князівство Фінляндське — 19 червня 1996, Стокгольм) — шведський легкоатлет фінського походження, середньовик і стаєр, неодноразовий олімпійський медаліст і світовий рекордсмен.

## Біографія
Віде народився в 1896 році на острові Чіміту(тоді називався Чіміто) в однойменній комуні Або-Б'єрнеборзької губернії Великого князівства Фінляндського. У 1918 році, коли у Фінляндії була громадянська війна, він переселився до Швеції. З 1920 року працював учителем (пізніше директором школи) в передмісті Енчепінга Лундбю.

### Олімпійські ігри в Парижі (1924)
11 липня Віде виграв свій півфінал командного бігу на 3000 метрів. Але інші члени команди не фінішували, і, таким чином, фінал пройшов без збірної Швеції.
Назавтра під час кросу у Парижі було +45 (+38 в тіні). Траса була прокладена недалеко від звалища кухонних покидьків. З 38 учасників фінішувало 15, 8 спортсменів залишили трасу на ношах. Віде лідирував на початку бігу, але потім приєднався до тих, що полегли в жаркій битві при Коломбо, які чорніли вздовж траси. Помилково було повідомлено, що він помер у госпіталі.
Першим був Пааво Нурмі, другим, через півтори хвилини, фінішував Вілле Рітола. Видовище справило важке враження на присутніх. Після цього крос був виключений з програми Ігор.

### Після спортивної кар'єри
Віде припинив виступи в 1930 році. За рік до цього він одружився і прожив з Акселіной до своєї смерті в 1996 році. Похований на кладовищі Бромма в Стокгольмі.

## Факти
Віде — один з небагатьох бігунів світового рівня, які прожили понад 100 років. У молодості він дуже побоювався туберкульозу, який завдав великої шкоди його родині. Але хвороби вдалося уникнути, і Віде залишався досить активним майже до самої смерті.

## Досягнення

### Олімпійські ігри
| Дистанція / Ігри            | Антверпен 1920    | Париж 1924     | Амстердам 1928 |
| 1500 метрів                 | 4.03,8 (4 (п/ф 1) |                | 3 (з. 5)       |
| 3000 метрів (командний біг) | Бронза 24         | 1 (п/ф 2)      |                |
| 5000 метрів                 |                   | Бронза 15.01,8 | Бронза 14.41,1 |
| 10 000 метрів               |                   | Срібло 30.55,2 | Бронза 31.00,8 |
| крос                        |                   | участь         |                |
| крос (командний залік)      |                   | участь         |                |

### Рекорди

#### Світові
| Дистанція | Результат | Місто      | Дата       |
| --------- | --------- | ---------- | ---------- |
| 2 000 м   | 5.26,0    | Стокгольм  | 11.06.1925 |
| 3 000 м   | 8.27,6    | Хальмстад  | 7.06.1925  |
| 2 милі    | 9.08,4    | Крамфорс   | 23.06.1925 |
| 2 милі    | 9.01,4    | Берлін     | 12.09.1926 |
| 4x1500 м  | 15.27,2   | Нордчепінг | 2.08.1925  |

#### Швеції (ті, що не були світовими)
- 1500 м — 3.51,8 (1926)
- 3 милі — 14.13,6 (1922—1937)
- 5 000 м — 14.40,4 (1925)
- 10 000 м — 30.55,2 (1924—1939)

## Нагороди
- Золота медаль газети «Свенска даґбладет» (1926, разом з Арне Боргом).

## Пам'ять
- Вулиця Відегатан (Widegatan) в Енчопінгу.
- Клуб СК Vide (заснований 14 січня 1941 року).
- Бюст роботи Інгрід Геййер-Реннінгберг[sv], знаходиться на стадіоні в Валхаллавеген[sv] (Стокгольм).
- Скульптура Löpare (Бігуни) (автор Карл Елдх[en], 1937) зображує сутичку між Нурми і Віде.